# انقلاب المثانة الخارجي
انقلاب المثانة الخارجي (بالإنجليزية: bladder inversion)هو تشوه خلقي بولي نادر. يصيب الذكور بنسبة أكثر من الإناث.

## الأعراض
لانقلاب المثانة الخارجي درجات متفاوتة في التشوه، فقد يكون تشوه بسيط يتميز بشكل ناسور جلدي صغير في أسفل البطن، أو إحليل فوقي بسيط أي فوق البطن، أو يكون ذا درجة عالية وخطرة على شكل انقلاب كامل المثانة مع الأمعاء، حيث تكون المثانة والأمعاء خارج البطن وفوق الجلد. الأسباب هو اضطراب جيني في الوريقة الوسطى، حيث تفشل تلك الاخيرة بالامتداد في الغشاء المقدرين، أو ان يكون امتدادها غير كافي وطبيعي مما يؤثر درجة امتدادها في درجات التشوه. الأعراض بروز خارجي للمثانة من الجدار البطني حيث يصلح الغشاء المخاطي المحيط بالمقارنة ظاهرا وتكون سرة المثانة متجهة احيانا للأسفل. إحليل فوقي كامل مع وجود صفن واسع وشفاف، وهذا يكون عند الذكور. خصيتان مرتفعاتان مما يسبب كثرة حدوث الفتق الاربي.تباعد وانفصال شعب عظام العانة.تباعد وانفصال عضلتين البطنيتين المستقيمتين.تتباعد شعبتي عظم العانة عن بعضهما بشكا واسع، عظمي الفخذ يدوران للوحشي ومشية الطفل تشبه مشية البطة. تترافق الافة مع الإحليل الفوقاني في معظم الحالات. يحدث تليف وخمج مزمن في العضلية المخاطية بشكل يعيق اغلاق المثانة بسعة جيدة. قد تحدث الإصابة بسرطان الغدي في مثل هذه المثانات. الخمج الكلوي يكون شائعا. يظهر الاستسقاء الكلوي الناجم عن انسداد الوصل المثاني الحالبي من خلال الصورة الظليلة.

### جس المثانة
جس المثانة وهو خلل على الوجه الباطن للجيب البولي التناسلي وللجهاز الهيكلي الوجه الباطن للجدار الخلفي للمثانة يشكل القسم السفلي المركزي للبطن، حيث تكون حواف المخاطية المثانية مندمجة مع جدار البطن، وان البول يتدفق من الفوهتين الصماخيتين للحالبين ليسير على جلد البطن.

## الأسباب
يعتقد ان سبب حدوث هذه الحالة هو شذوذ في تطور جيني حيث تفشل الوريقة الوسطى في الدخول والتمدد في الغشاء المقذري، ومقدار اخفاق هذا التمدد يعطي مقدار التشوه.

## العلاج
فيما يخص المعالجة فقد ذكرت حالات عديدة من الاغلاق البدئي في مرحلة حديثي الولادة بنجاح. ان تكبير المثانة بعروة معوية هي الطريقة المفضلة لزيادة السعة المثانية. قد ينصح باتباع الخطوات التالية في معالجة البجس: 1- اغلاق المثانة مع خزع عظمي العجز للتمكن من اغلاق الحلقة الحوضية عند ارتفاع العانة مع تطويل القضيب. 2-اصلاح عنق المثانة واعادة زرع الحالبين بطريقة مضادة للجذر. 3- اصلاح الإحليل الفوقاني القضيبي. في المثانات صغيرة السعة فانه من الضروري تكبير المثانة بعروة معوية. عندما تصبح المثانة صغيرة ومتليفة وغير مرنة فان الاغلاق الوظيفي يكون غير مستحسن، وبالتالي فان التحويل البولي واستئصال المثانة يصبح العلاج المفضل. البعض يزرع الحالبين على عروة معوية معزولة وهي طريقة غير مستمسكة، والبعض اجرى مفاغرة الحالبين على السين، والبعض الآخر يفاغر الحالبين على خزان مستمسك.

## وصلات خارجية
http://www.ncbi.nlm.nih.gov/pubmed/21801051
http://emedicine.medscape.com/article/1788400-overview